# 터미네이터 (프랜차이즈)
《터미네이터 영화 시리즈》(영어: The Terminator Series)는 미국의 공상 과학 액션 영화 시리즈이자, 아널드 슈워제네거가 연기한 주인공 안드로이드 로봇 병기의 이름이다. 지금까지 네 편의 극장용 장편 영화와 TV 시리즈 한 편이 제작되었는데, 1984년 제임스 카메론 감독이 1편과 2편을 감독하였고, 조너선 모스토가 3편을 감독하였으며, '미래 전쟁의 시작'이라는 부제의 4편은 맥지가 감독하였다. 2008년 1월 13일에 폭스 채널이 2편과 3편의 중간 이야기인 《터미네이터: 사라 코너 연대기》를 텔레비전 시리즈로 방영했다. 대한민국에서는 채널CGV를 통해 방영되었으나 《사라 코너 연대기》의 제작 때문에 원래 존재했던 2편의 에필로그가 삭제되었다.

## 줄거리

### 터미네이터 1
때는 서기 2029년 로스앤젤레스. 핵전쟁의 잿더미 속에서 인간들에게 대항하기 위해 기계들이 일어나게 된다. 기계들은 인류를 말살하기 위해 끈질긴 소탕전을 벌이고 인류저항군 "테크-컴"은 존 코너라는 리더 아래 기계들과 피할 수 없는 항전을 벌이고 스카이넷은 존 코너의 존재 자체를 없애기 위해 그의 어머니인 사라 코너(린다 해밀턴)를 제거하는 프로젝트를 세워 T-800(아널드 슈워제네거)을 서기 1984년의 로스앤젤레스로 밀파시키고 존 코너의 테크-컴 역시 사라 코너를 지키기 위해 수호자를 역시 1984년 로스앤젤레스로 급파시키게된다.
이 둘은 존 코너의 어머니이자 젊은 여성인 사라 코너를 살해하는 임무와 그녀를 터미네이터의 죽음으로부터 지켜주기 위한 서로 다른 임무를 가지고 사라 코너를 찾아나서게 된다. 마침내 T-800은 나이트클럽에서 사라를 발견하여 그녀를 죽이려 했었지만 비밀리에 사라를 미행했던 카일에 의해 실패하자 사라와 카일을 뒤쫓게 된다. 후에 사라는 불에 타 뼈대만 남은 T-800을 압축기로 제거하게 되고 사라 코너는 임신하게 된다.

### 터미네이터 2: 심판의 날
1984년 T-800이 사라 코너를 살해하는 데 실패하고 사라 코너가 T-800으로부터 간신히 목숨을 건지게 되자 기계들은 2차 프로젝트를 계획하여 이번에는 유년 시절의 존 코너(에드워드 펄롱)를 살해하기 위해 새로운 액체형 터미네이터 T-1000(로버트 패트릭)을 1991년의 로스앤젤레스로 밀파시킨다. 이에 맞서 테크-컴도 유년 시절의 존 코너와 사라 코너를 지키기 위해 재프로그램된 T-800을 1991년의 로스앤젤레스로 급파시키게 되고 전편에 이어 존과 사라의 목숨을 노리는 T-1000과 그들을 살해 위기에서 구해주려는 T-800(아널드 슈워제네거)또한 오게 된다. 경찰에게 쫓기던 존은 경찰이 아닌 자신을 죽이러 온 T-1000임을 T-800에게 듣게 된다. 자신의 집에 가서 필요한 것을 가져오려고 하지만 T-800은 T-1000이 양부모를 죽이고 기다리고 있다고 말한다.(T-800과 T-1000은 같은 구조 파일로 되어 있어 서로의 생각이 100%에 가깝게 똑같다. 그러기에 T-800은 T-1000이 뭘 할지 알고 있었다.)
한편 사라 코너는 정신병원에 격리 입원하게 되었고 전편에 나왔던 실버맨 박사가 등장하며 그녀를 감시하는 역할을 하게 되었다. 사라는 실버맨 박사와의 면담에서 아들과의 통화허용을 요청했지만 실버맨은 이를 거절하며 6개월 동안의 격리연장을 결정하게 된다. 사라는 이에 격분하여 실버맨의 멱살을 잡고 난동을 부리게 된다.
존 코너는 T-800에게 자신의 어머니를 구해주라고 하지만 T-800은 자신의 임무가 위험해지기 때문에 처음엔 거절한다. 하지만 존 코너의 명령을 따르도록 프로그램되어 있었다. 존은 공중전화 박스에서 자신의 양부모에게 전화를 걸게 되는데 이때 존이 기르는 개가 소리높여 크게 짖어대는 소리가 들리자 뭔가 심상치 않은 느낌을 받게 되고 이어 T-800이 존의 목소리로 음성변조하여 전화를 받게 되자 존에게 개 이름이 뭐냐고 묻고 존은 개 이름이 '맥스(MAX)'라고 말했는데 T-800은 존 목소리로 '울피' 가 왜 짖냐고 묻게 되면서 그는 존에게 양부모는 살해되었다고 얘기한다. 사실 존의 양부모는 이미 존의 집에 잠입한 T-1000에 의해 살해되어 있었고 T-1000은 존의 양어머니로 변신하여 존과 T-800의 행방을 파악하고 있는 상태였다. 그리고는 T-800이 존 목소리로 개 이름이 '울피'라고 말하게 된 것을 듣고 존이 기르는 개까지 죽여서 죽은 개의 목줄을 보니 이름이 '맥스(MAX)'라고 써져 있는 것을 보게 된다. 그리고 존과 T-800은 도중에 불한당들을 만나게 되었으나 T-800이 총격까지 시도하자 존은 절대 사람을 죽이지 말라며 T-800에게 사람을 죽이거나 해쳐서는 안 된다는 명령과 약속을 받아내게 된다. 한편 사라는 1984년과 1991년 과거와 현재의 T-800의 사진을 보여주는 경관들의 질문에 그저 말없이 사진을 바라만 보았다가 다시 방으로 들어가게 되었을 때 병원직원이 나간 틈을 타서 장비를 풀어내고 탈출을 감행한다. T-1000은 사라가 격리되어 있다는 정신병원을 먼저 찾아오게 되었고 사라가 있는 방을 찾으려 한다. 뒤를 이어 T-800과 존 코너도 정신병원에 도착하게 되어 사라를 찾아내게 되는데 사라는 실버맨을 찾아내서 그를 인질삼아 병원 직원들을 위협하다가 병원 직원의 일격을 당하게 되자 틈을 타서 도주를 시도하게 된다. 그러고 나서 병원 복도를 나가던 중 엘리베이터 앞에서 T-800의 모습을 보자 과거 자신을 죽이려 했던 그 T-800과 똑같은 모습에 크게 놀라면서 자신을 다시 죽일 것이라 생각하며 달아나게 된다. 그러고 나서 병원 직원들에 붙잡혔으나 T-800과 존의 도움으로 구해지게 되고 사라는 그제서야 T-800이 자신을 지켜주러 왔다는 것을 느끼게 된다. 하지만 병원에 먼저 들어온 T-1000이 이들을 노리게 되었고 사라는 도망치던 중 T-1000이 휘두른 칼날에 등을 베이게 되어 부상을 입게 되는데 T-800은 겨우 T-1000을 따돌리면서 어느 주유소에 은신하며 등에 부상을 입은 사라를 치료하게 되고 사라 역시 T-800의 등에 박힌 총알을 빼내게 된다. 그리고는 지인이라는 엔리케 부부를 찾아가 도움을 요청하고 작업을 하던 중 잠이 들면서 미래의 자신을 꿈꾸게 되었는데 그 곳에는 어린아이들이 놀이터에서 한가롭게 놀고 있는 모습이었다. 사라는 아이들에게 무언가를 크게 외치게 되었지만 아이들은 들은척 만척하듯 그저 놀기만 하였을 뿐이었다. 그러다가 어디선가 화염이 불어닥쳐 아이들을 삼키고 사라 자신도 화염에 삼켜지는 순간 눈을 떠보니 이미 현실로 돌아와 있었고 엔리케 부부가 아무렇지 않게 아이들과 놀고 있는 모습을 보자 그제서야 안심을 하게 된다.
그러나 그녀는 T-800에게서 심판의 날을 일으킨 주범인 마일스 다이슨에 의해서 심판의 날이 일어나게 됐다는 것을 알게 되고 마침내 마일스 다이슨의 집을 급습하여 다이슨을 죽이려 했지만 다행히 존 코너와 T-800이 도착해 만류되고 마일스 다이슨은T-800에게 심판의 날이 자신 때문에 일어나게 됐다는 것을 듣고 존 코너 일행과 함께 자신의 회사인 사이버다인 빌딩을 파괴하기로 결심한다. 경찰의 포위와 경보가 있었음에도 불구하고 사이버다인을 폭파하는 데 성공한다. 그러나 또다시 T-1000에게 쫓기게 되고 결국에는 T-800의 M79 유탄발사기에 용광로로 떨어진 T-1000은 제거된다. T-800은 자폭이 불가능하도록 프로그램 되어 있어 사라 코너에게 용광로에 넣어달라고 부탁한다. 존 코너는 가지말라고 명령하지만 자신의 부품이 연구되지 않게 하기 위해 자기 자신을 제거한다. 제거되기 직전 터미네이터는 존 코너가 왜 눈물을 흘리는지 깨닫게 된다.

### 터미네이터: 사라 코너 연대기
T-1000에게로부터 해방되고 심판의 날을 멈춰 심판의 날은 일어나지 않을거라 예상했지만 사라 코너는 꿈에서 터미네이터를 보는 악몽을 꾸며 심판의 날이 멈추지 않았다는 것을 예상하게 된다. 예상대로 2027년 미래에서 존 코너를 죽이러 온 T-888(오와인 이오엔)이 과거로 오게 되고 테크-컴 측에서도 T-888과 비슷한 터미네이터 카메론 필립스 (TOK715) (섬머글루)를 보내게 된다. 존 코너는 학기 첫날 카메론을 만나 첫 친구사이가 된다. 다음날 과학 수업 시간 정체불명의 크로마디라 불리는 선생이 들어오게 되고 존 코너에게 무차별 총격을 가하기 시작하지만 첫 친구인 카메론이 총알받이가 되며 존 코너는 잠시 위기를 모면하다 주차장에서 카메론이 차로 T-888을 저지하면서 존 코너는 위기를 모면하게 되며, 존 코너는 카메론이 자신을 보호하기 위해 미래에서 보내진 터미네이터라는 것을 알게 된다. 사라코너 역시 위기를 모면하고 일행은 1963년에 세워진 타임 머신을 타고 2007년 미래로 오게 된다. 하지만 그곳에서도 일행은 알 수 없는 위기를 맞이하지만 심판의 날을 저지하기 위해 본격적인 임무를 수행하게 된다.

### 터미네이터 3: 라이즈 오브 더 머신
1991년 T-1000의 살해 위협으로부터 간신히 목숨을 구하게 된 존 코너(닉 스탈)는 어머니인 사라 코너가 백혈병으로 별세하고 자신을 죽이려는 '스카이넷'으로부터 자신의 단서를 모조리 지우기 위해 모든 만사를 버리고 집도 절도 핸드폰도 없이 단신(單身)으로 살아가게 된다. 게다가 어머니를 잃었다는 상실감 등으로 약물 복용으로 인한 약물 중독에 걸리고 모든 의욕이란 것은 다 잊어버린 지 오래였다. 이런 그에게 뜻밖에도 마음에 두는 여인이 있었으니 그녀는 바로 훗날 존의 아내이자 존과 함께 테크-컴에 참전하기도 한 캐서린 "케이트" 브루스터(클레어 데인즈)였다. 하지만 그녀는 스콧 메이슨(마크 패밀리에티)이라는 남자와 이미 결혼을 앞두고 있는 상황에다 군사지식에는 전혀 정통하지도 않을뿐더러, 관심도 없는 평범한 성격의 여자였을 뿐이었다. 그러나 그것도 잠시. 존 코너에 대한 추적과 살해 의지, 그리고 테크-컴의 말살 목적을 버리지 않은 스카이넷은 존 코너와 함께 그의 아내인 케이트를 동시에 제거하기 위해 새로운 최신식 터미네이터인 T-X(터미네트릭스(Terminatrix)의 약자)(크리스티나 로큰)를 암살자로 존 코너의 과거로 파견하게 된다. 이에 테크-컴 쪽에서도 900 시리즈의 제식 성공으로 단종된 T-850(아놀드 슈워제네거)를 보내게 된다. 존 코너는 미래에 자신의 아내가 캐서린 브루스터라는 것을 듣게 되고 심판의 날은 멈춘 게 아닌, 단순히 7년 늦춰진 것이란 사실을 알게 된다. 나중에 T-850은 수소전지로 T-X와 자폭해 죽게 되고, 최후의 희망이던 크리스탈 피크는 단순히 VIP를 위한 방공호일뿐, 이미 넷상에 곳곳히 퍼져 사이버스페이스(Cyberspace, 전자 공간)에 존재하는 스카이넷의 시스템 중추는 아닌지라 심판의 날은 예고대로 일어나고 수십억 명의 인명피해가 발생하며 끝이 난다.

### 터미네이터: 미래 전쟁의 시작
2003년 자신의 형과 경찰 두 명을 살해한 혐의로 마커스 라이트는 처형 직전 사이버다인 사(社)의 코건 박사에게 자신의 몸을 기부한다.
2004년 결국 심판의 날은 오게 되고 살아남은 생존자들은 기계와의 전쟁을 시작하게 된다. 그 후 2018년이 되어 깨어난 마커스는 예전의 기억을 잃은 채 눈을 뜨게 되고 전쟁으로 인해 폐허가 된 도시를 보던 도중 훗날 존 코너의 아버지가 될 청년 카일 리스를 만나게 되고 심판의 날이 일어나게 됐다는 것을 알게 된다. 나중에 카일 리스는 스카이넷에 잡혀가게 된다. 마커스는 블레어 윌리엄스를 만나 자신이 기계가 된지도 알지 못한 채 저항군 기지에 가게 되고 존 코너와도 만나게 된다. 그곳에서 자신이 기계가 됐다는 것을 알게 된 마커스는 T-800의 생산 시설을 파괴하려는 존 코너와 함께 스카이넷의 기지에 들어가게 되고 그곳에서 숨겨진 사실을 알게 되는데....

### 터미네이터 제니시스
“난 기계도, 인간도 아니야. 그 이상이지”
인류의 마지막 희망, 인류 최악의 위협이 되다!
인간 저항군의 리더 존 코너의 탄생을 막기 위해 스카이넷은 터미네이터를 과거로 보내고, 이를 저지하기 위해 부하 카일 리스가 뒤를 따른다. 어린 사라 코너와 그녀를 보호하고 있던 T-800은 로봇과의 전쟁을 준비하며 이미 그들을 기다리고 있었다. 시간의 균열로 존 코너 역시 과거로 오지만 그는 나노 터미네이터 T-3000으로 변해있었던 것.. 이제 인류는 인간도 기계도 아닌 그 이상의 초월적인 존재, 사상 최강의 적에 맞서 전쟁을 벌여야만 한다!
마침내, 인류의 운명이 결정된다!

### 터미네이터 6
터미네이터: 다크 페이트는 파라마운트가 진행하는 터미네이터 시리즈 작품중 6번째 영화이다.

## 등장인물

### 테크-컴 (Tech-Com)
존 코너(John Cornor) - 테크-컴 사령관
주연 : 에드워드 펄롱(터미네이터 2), 닉 스탈(터미네이터 3), 크리스천 베일(터미네이터 4), 토머스 데커(사라 코너 연대기)
테크-컴의 리더. 2편에서부터 등장하였으며 1편에서는 에필로그에서 사라 코너가 존 코너를 임신한 상태로 막을 내리면서 그의 등장을 암시한다. 터미네이터 전체 이야기 속에 가장 중요한 인물이다. 2편에서는 청소년의 모습으로 등장하나 프롤로그에서 얼굴 오른쪽에 사이버다인사 T-800 모델의 손에 찢긴 상처(터미네이터 4에 등장)가 있는 테크-컴 사령관 때의 모습이 잠깐 나온다. 3편에서는 성인의 모습으로 등장하였다. 2편에서는 어머니인 사라 코너가 터미네이터의 존재를 누누히 말하지만 그 사실을 믿지 않거나 혹은 간과했다. 2편에서의 사건을 통해 아군으로 등장하는 터미네이터에 대한 애착이 매우 크다. 후에 3편에서 등장하는 아군 터미네이터인 T-850을 통해 자신이 어떻게 죽는지에 대해 알게 된다. 청소년기 때에는 양부모에게 자라 방황을 하게 된다. 청소년기 때에는 오토바이를 잘 다뤘으며 기계에 대한 인지가 뛰어나 친구와 함께 현금 인출기에 담긴 현금을 훔치기도 했다. 자신을 보호하는 T-800과 친해지거나 인간성을 가르치기 위해 노력한다. 3편에서는 모친 사후 약물 중독에 시달리면서 물건을 훔치고 히치하이킹을 하며 방탕한 삶을 살아가다 우연히 캐서린 "케이트" 브루스터가 일하는 병원에서 그녀와 만나게 되고 동시에 T-X와 T-850을 만나게 된다. 아버지는 1편에서 등장하는 카일이다. 어릴 적 캐서린을 좋아했고 3편의 사건 때문에 둘은 부부가 되어 인류의 마지막 희망인 테크-컴을 지휘하게 된다.
케서린 "케이트" 브루스터(Katherine "Kate" Brewster) / 케서린 "케이트" 코너(Katherine "Kate" Connor) - 테크-컴 부사령관
주연 : 클레어 데인스(터미네이터 3), 브라이스 댈러스 하워드(터미네이터 4)
존 코너의 아내이자 테크-컴의 부사령관이다. 스카이넷의 전체 지휘관이었던 로버트 브루스터가 그녀의 아버지이다. 원래 동물병원에서 일하는 직원이었으며 전쟁이나 군사에 대한 관심이 없었다. 약혼자인 스콧 피터슨과 결혼을 할 예정이었지만 스콧이 T-X에게 살해당한다. 새벽에 동물 병원에 몰래 들어간 존 코너와 만나면서 중요한 사실들을 알게 된다. 이후 총을 사용해 FK를 제거한 그녀의 모습을 존 코너가 보게 되면서 그녀가 사라 코너와 비슷하다는 느낌을 받는다. 4편에서는 존 코너의 아내로 나와서 '케서린 "케이트" 코너'라는 이름으로 등장한다.
카일 리스(Kyle Reese) - 테크-컴 중사
주연 : 마이클 빈(터미네이터),(터미네이터 2), 안톤 옐친(터미네이터 4)
1편에서 적으로 등장하는 T-800과 대적하기 위해 미래에서 온 사람으로 테크-컴의 중사다. 총이나 기계를 잘 다루며 적당한 화력의 폭탄을 제조하는 기술을 가지고 있다. 1편에 처음 등장했을 때는 과거세계로 오자마자 경찰들에게 쫓기기도 했으며 사라에게 터미네이터와 미래세계에 대해서 자세히 얘기를 해준다(사라가 카일 품에 잠들면서 꿈을 꾸었을 때 미래세계가 잠시 나오기도 했다). 4편에서 존 코너의 특공대원으로 등장하고 게다가 2편의 스토리 기준으로 존 코너보다 한참 늦게 세상에 태어났지만 1편의 스토리상 그의 부친이다. 과거로 돌아간 1편에서 사라 코너를 지켜주기 위해 터미네이터와 싸우다가 폭파 때 죽게 된다. 한때 2편에서 사라의 꿈을 통해 정신병원에 격리된 사라와 만나기도 했으나 국내판에서는 이 장면이 삭제처리되었다.(스페셜 에디션에서 나온다)
마커스 라이트
주연 : 샘 워딩턴(터미네이터 4)
2003년, 코건 박사에 의해 시신을 기증하고 자신의 기억을 잃은 채 2018년에 눈을 뜨게 된다. '반(半)로봇'이 돼버렸으며 블레어를 구한 이후로 저항군 기지에 들어간다. T-800 이전에 인간의 생몸을 기반으로 하여 합금골격과 일부 장기를 재조합하였기에 터미네이터 시리즈에는 속하지 않는다. 몸은 합금골격과 구동부를 갖추고 있지만 피부와 뇌, 신경계, 심장, 일부 내부 장기는 그대로 가지고 있으며 뇌를 가지고 있어 보통의 인간과 똑같은 사고방식이나 생각을 가지고 있다. 원래 뇌와 신경계에 이식된 전자적 제어장치 (일종의 프로세서) 에 의해 제어되고 임무를 띄게 되지만 기본적으로 인간이기에 스스로 제어장치를 제거할 수 있다. 마커스는 후에 T-800 의 행동양식이나 인간의 사고방식에 대한 경험 수집 그리고 T-800 생체피부이식형 모델을 위한 인간 세포의 연구에 활용된 것으로 보인다. 이 마커스 터미네이터와 이전 연구를 통해 수집된 정보로 T-800 에 이식할 생체조직의 합성기술을 개발시킨 것으로 생각된다. 또한 이러한 합성기술을 이용하여 만들어진 생체 조직은 생체리듬이 일반적인 생물체의 세포보다 몇배나 빠르기 때문에 신속한 상처 복구가 가능하다. 처음에는 스카이넷이 보낸 잠입형 터미네이터로 의심받았으나 나중에 카일 리스 구출에 결정적인 도움을 주는 등 진정으로 테크-컴을 위했고 에필로그에서는 자신의 심장을 존 코너에게 기증하고 자신은 희생된다. 그는 테크-컴 터미네이터의 원형인 동시에 잠입형 터미네이터의 자료이기도 하다.
터미네이터
주연 : 아널드 슈워제네거 (터미네이터 2)
터미네이터 2에서 미래 테크-컴 사령관이 될 존 코너를 보호하기 위해 미래에서 테크-컴이 생체피부 이식형 T-800 101 모델을 재프로그래밍하여 스카이넷의 타임머신을 통해 과거로 보냈다. 동시에 스카이넷이 존 코너를 제거하기 위해 보낸 유동합금의 다른 모양으로 변형이 가능한 신형 터미네이터 T-1000을 보냈으나, T-800이 T-1000을 용광로에서 제거하고 존 코너를 보호했다. 마지막에 T-800은 사라 코너의 도움을 받아 용광로 속으로 들어가 스스로 자신을 제거했다.(터미네이터는 자살하지 못한다는 것을 감안했다.)
블레어 윌리엄스
주연 : 문 블러드굿(터미네이터 4)
테크-컴에 소속된 여전사. 아널드 슈워제네거 캘리포니아 주지사와 블레어 총리의 약속의 결과 블레어 총리가 이름 특별 출연
리사
주연 : 베스 베일리(터미네이터 4)
크리슨
주연 : 크리스 브라우닝(터미네이터 4)
애쉬 다운
주연 : 마이클 아이언사이드(터미네이터 4)
헌터
테크-컴의 기본 보병. 속도와 무장은 평균.
헤비 헌터
중화기를 사용하는 테크-컴의 보병. 강하지만 속도가 느리다.
스카우트
포착이 힘들고 위험한 테크-컴의 저격수. 약하지만 속도가 빠르다.
서플라이
테크-컴의 보급 지원병.
정찰견
테크-컴의 정찰견. 후각이 매우 뛰어나 인간과 터미네이터를 식별할 수 있다.

### 그 외 인물들
사라 코너(Sarah Corner)
주연 : 린다 해밀턴 (터미네이터), (터미네이터 2), (터미네이터 4(녹음 출연)), 레나 헤디 (사라 코너 연대기)
미래 테크-컴의 사령관인 존 코너의 어머니이자 1편과 2편의 주인공이다. 1편에서는 식당에서 일하는 평범한 여자였지만 터미네이터의 등장으로 위험해지자 테크-컴에 의해 미래에서 파견된 카일 리스의 도움으로 목숨을 건지게 된다. 처음에는 카일을 괴한으로 오해했지만 자세한 사실을 알게 되면서 강인한 면모를 지니게 된다. 카일을 사랑하며 그에게 무기를 사용하는 방법을 배운다. 터미네이터에게 쫓겼을 때는 폭파 때 산산조각난 파편이 허벅지에 박혀서 다리를 다치기도 했다(다리를 다친 이후에는 기어서 다녔으며 팔을 짚고 한쪽 다리를 통해서 겨우 움직여야 했다). 하지만 온몸으로 기어서 쫓기던 끝에 터미네이터를 압축기로 제거하여 다리 부상을 빼고는 간신히 목숨을 건졌다.(오른팔과 칩은 연구에 쓰였다가 2 막판에 제거되었다) 2편에서는 정신 병원에 갇히게 되는데, 재프로그램으로 아군으로 등장하는 T-800과 존 코너의 도움으로 탈출하게 된다. 2편에서 사라 코너의 모습은 1편과는 달리 매우 강인하며 테크-컴에 의해 재프로그램된 터미네이터를 제외하면, 1편에서 겪은 일 때문에 기계를 상당히 혐오한다. 3편에서는 백혈병으로 죽기 때문에 등장하지 않지만(그녀의 무덤이 나오지만 그녀의 무덤에는 시신 대신 테크-컴에서 써먹게 될지도 모를 대 터미네이터 무기들이 들어있었다. T-850 정보에 의하면 그녀는 죽은 직후 화장되어 뿌려졌다고 한다.) 2편과 3편의 중간 지점의 사건을 다룬 사라 코너 연대기에서 다시 등장한다.
로버트 브루스터 (Robert Brewster)
주연 : 데이비드 앤드루스 (터미네이터 3)
캐서린 브루스터의 아버지로 미 공군의 고위 장군이다. 스카이넷의 최고 책임자로, 3편에서 터미네이터 1에 등장한 T-800의 CPU와 이에 관련된 자료를 모아 연구를 계속해 마일스 베넷 다이슨이 완성하지 못한 마이크로프로세서를 완성시켜 개발된 스카이넷을 구동시켜 버린다. 그리고 그 직후 테크-컴의 중요 인물이란 이유로 T-X에게 살해당한다. 스카이넷을 판도라의 상자라고 생각하고 있었다.
피터 실버만
주연 : 얼 보엔(터미네이터), (터미네이터 2), (터미네이터 3)
심리학 박사로 1편에서는 경찰서 취조실에서 카일과 심리상담을 하였으며 터미네이터가 경찰서를 파괴하기 직전에 빠져나온 덕분에 목숨을 부지할 수 있었다. 2편에서는 정신병원에서 사라와 면담을 하게 되었으나 사라에 의해 위협을 받기도 하였다. 3편에서는 케이트를 달래주기도 했지만 터미네이터의 모습을 제대로 보고 놀라서 도망가는 모습을 보인 적도 있다. 단역 중에서는 유일하게 3편 모두 출연하였으나 4에서는 배제되었다.(아마 3 후반부에 지하로 피하지 못해 핵전쟁 당시 사망한 것이 아닐까 생각된다.)
부코비치
주연 - 랜스 헨릭슨(터미네이터)
경찰서 형사로 터미네이터 살인사건 때 사라의 의뢰를 받아서 사건을 담당하게 된다. 터미네이터가 경찰서를 습격하였을 때 최후를 각오하고 T-800에게 총격하다가 T-800에 의해 총살당한다.
에드 트래슬러
주연 - 폴 윈필드(터미네이터)
경찰서 흑인형사로 터미네이터의 살인사건이 발생하면서 사라의 의뢰를 받아 터미네이터 사건을 담당하게 된다. 후에 터미네이터가 사라를 찾기 위해 경찰서를 습격할 때 T-800에 의해 총에 맞아 죽게 된다.
진저 벤투라
주연 - 베스 모타(터미네이터)
사라의 흑인 여자친구로 사라와는 매우 친한 사이이다. 하지만 사라가 집을 나가고 없는 틈을 타 습격한 T-800에 의해 살해당한다.
매드 버채넌
주연 - 릭 로소비치(터미네이터)
사라의 지인이자 진저의 남자친구. T-800이 습격하였을 때 맞서 싸우다가 죽게 된다.
마일스 베넷 다이슨
주연 - 조 모턴(터미네이터 2)
사이버다인사 특수계획 감독관으로 흑인으로 사라에 의해 위협받기도 했다가 사라와 함께 회사로 잠입하였지만 경찰들에게 총격을 당한 뒤 폭사한다. 새로운 마이크로프로세서를 만들기 위해 터미네이터 1에 등장한 T-800의 CPU를 가지고 수년간 연구를 하였으나 완성되기 몇 개월 전에 이 사람이 폭사함으로써 연구가 중단되었다. 하지만 그의 동료들(특히 로버트 브루스터)이 다시 자료를 모아 연구를 계속해 이 사람이 완성하지 못한 마이크로프로세서를 만들었고, 이 마이크로프로세서는 스카이넷에 실리게 된다.
태리사 다이슨
주연 - S.에파사 메커슨(터미네이터 2)
마일스의 아내로 사라가 집을 습격하고 T-800이 피부를 찢어서 철골의 모습을 보일 때 질겁하는 모습을 하였다.(지금은 아무렇지 않지만 당시에는 T-800이 피부를 찢어서 철골의 모습을 드러내는 장면이 삭제되었다)
엔리케 살세다
주연 - 카스트로 구에라(터미네이터 2)
사라가 남미지역에서 알게 된 지인으로 사라에게 무기 등을 공급해주는 역할을 해 준다.
스캇 메이슨
주연 - 마크 패밀리에티(터미네이터 3)
3편에 나오는 캐서린 "케이트" 브루스터의 약혼자였지만 테크-컴의 중요 인물이란 이유로 T-X에 의해 살해되었다. 이후 T-X는 스캇으로 모습을 바꾼 뒤 테크-컴의 존 코너와 케이트를 추격한다.

### 사라 코너 연대기 등장인물
엘리슨 영
주연 : 섬머글루(터미네이터 사라코너 연대기)
스카이넷에 잡혀 이후 탈출을 하다 실패해 잡혀 결국엔 카메론의 모델이 되고 카메론의 손에 비운의 죽음을 맞게 된다.
데렉 리스
주연 : 브라이언 오스틴 그린(터미네이터 사라코너 연대기)
카일 리스의 형으로 존의 백부이자 테크-컴 소속인 데렉 리스, 2027년에서 과거로 3명의 동료들과 함께 와서 미래를 바꾸려고 오지만 또다른 T-888에 의해 동료 셋이 죽고 결국 나중에 존 코너 일행에 합류한다.
라일리 도슨
주연 : 레븐 램빈(터미네이터 사라코너 연대기)
제시와 함께 과거로 오게 되고 과거에 지미카터호에서 있었던 경험을 가지고 있었던 제시는 라일리에게 존과 사이보그인 카메론과의 관계를 떨어뜨리는 임무를 받게된다.
제임스 엘리슨
주연 : 리처드 T 존스(터미네이터 사라코너 연대기)
존 코너 일행을 쫓는 FBI의 요원, 후에 캐서린 위버가 있는 제이라사의 보안관으로 일하게 된다.
찰리 딕슨
주연 : 덴 윈터스 (터미네이터 사라코너 연대기)
사라 코너의 전남편으로 사라 코너 일행에 도움을 주지만 결국 칼리바일행에 의해 존 코너를 보호하다 죽게 된다.
미쉴 딕슨
주연 : Sonya Walger(터미네이터 사라코너 연대기)
찰리 딕슨의 아내
제시 플로어스
주연 : Stephanie Jacobsen (터미네이터 사라코너 연대기)
지미 카터호의 경험으로 라일리에게 존과 카메론의 관계를 떨어뜨리는 임무를 주게 된다.
존 핸리
주연 : 가렛 딜라헌트(터미네이터 사라코너 연대기)
존 코너 일행으로부터 크로마티가 제거되고 묻혔지만 제임스 엘리슨은 크로마티를 몰래 파내 캐서린 위버의 바빌론 프로젝트에 크로마디의 몸체를 주게 된다. 캐서린 위버는 터크를 기초로 만든 인공지능 시스템에 크로마티의 몸을 인터페이스로 적용해 존 핸리라고 이름을 지어준다. 훗날 카메론의 칩을 이식받은 존 핸리는 타임머신을 타고 미래로 가게 된다.

## 스카이넷
본래 미군의 전략방어를 위한 자동화 시스템으로 개발되었으나 인공지능으로 인해 자신의 존재를 자각하게 되고, 동시에 인간을 적으로 인식하였다. 스카이넷이 제어하는 ICBM을 러시아에 발사하면 러시아에서 ICBM을 미국으로 발사하여 대응할 것을 예상하고 ICBM 공격을 러시아에 실행하여 핵 전쟁이 벌어지고 본격적인 인간 제거에 돌입하였다. 인류 최후의 희망인 테크-컴과 종종 대립한다.

### 터미네이터
T-1
역할 : 전투
출연 : 3(영화 및 게임판), 4(영화(카메오) 및 아케이드판)
CRS에 의해 개발된 최초의 자주식 터미네이터. 360도 회전시킬 수가 있는 플랫폼에 마운트되어 넓은 공격 범위를 가진다. 머리 부분에는 정교한 레이다, 적외선 및 광학 센서도 탑재되어 있다. 몸 양사이드의 전개식 팔에는 열화 우라늄을 사용한 12.7mm의 탄환을 1분간에 약 3000발(정도)을 발사할 수 있다. 양팔이 미니건으로 되어 있으며 명중률보다는 화력에 중점을 두고 제작되었다. 이 모델은 이후 인간형 터미네이터와 HK 탱크의 자료가 된다. 터미네이터 4에서도 청년 카일 리스가 끌려갈 때 카메오(간수)로 등장한다.(다만 한 두대밖에 없는 것으로 보아 단종된 것이 아닐까 생각된다.)
T-70
역할 : 전투
출연 : 2:3D
신생 사이버다인 사가 1990년대 종반에, 군사 애플리케이션용의 자율 보병 유닛의 일부로서 개발된 터미네이터. 사이버다인 사는 투자자를 끌어모으기 위해, 초기의 수년간 이러한 전투 유니트를 광범위하게 사용했다. 오른팔에 무장한 개틀링포는, 발사까지 몇 초가 걸린다.
T-400
역할 : 전투, 간수
출연 : 운명의 새벽
터미네이터 : 운명의 새벽에 등장. 역할은 포로수용소의 죄수들을 감시하고 노예가 된 인간들을 부려먹는 간수. 초기의 직립 2족 보행형 터미네이터이다.
T-600
주연 : 브라이언 스틸
역할 : 전투, 간수, 잠복(시험용)
출연 : 1, 사라 코너 연대기, 4(영화 및 게임판)
T-800이 개발되기 전(터미네이터 4 : 셀베이션 당시) 구식 모델이며 2016년에 스카이넷에 의해 전투 및 잠복 목적으로 양산되었다. 주로 미니건과 M203 유탄발사기로 무장하고 있으며 크고 투박한 골격에 피부가 인간과 비슷한 생체가 아닌 살구색의 충분한 탄력성을 가진 두꺼운 특수 라텍스 고무로 되어 있어서 육안과 냄새만으로도 구별하기가 쉽다. 그 때문에 전투나 포로 감시에는 나름대로 쓸만하고 게다가 고무의 특성상 감전에 저항력이 있지만 고무피부의 냄새에 불완전한 모습과 더불어 고무의 특성상 시간이 지날수록 헤지고 변색되어 찢어져서 떨어지고 갈수록 거지꼴이 되어가는 탓에, 시험용으로 몇 대 쓴 것을 제하면 잠입 공작원으로서의 용도는 부적합한 편이다. 1편에서는 카일 리스의 대사에서 "The 600 series had rubber skin. We spotted them easy. But these are new. They look human. Sweat, bad breath, everything. Very Hard to spot.(600 시리즈는 고무피부라서 쉽게 알아볼 수 있었지만 이건 신형이에요. 땀을 흘리고 입 냄새도 나고, 모든 게 인간과 똑같아요. 좀처럼 구별이 힘듭니다)"라고 언급된 바 있다. 이런 단점들 때문에 800 시리즈가 개발 완료된 2019년에 폐기되었다.
T-700
역할 :전투
출연 :4
T-600 과 T-800의 중간 단계이지만, T-H와는 다르다.
전투용으로 생산을 하려 했으나 스카이넷이 생각을 접고 T-800을 만들어
사용되지 않은 불운의 기종.
T-800보다 약간 육중하고 색이 어둡다.
T-800 프로토타입
주연 : 로랜드 킥킹거 (아널드 형태의 cg로 등장).) (터미네이터 4)
출연 : 4
터미네이터 4에 나왔던 T-800. 성능 테스트형 치고는 이전 시리즈보다 확실히 움직임이나 행동이 자연스러우며, 샘플링 기능을 보여주었다.(카일 리스의 목소리를 흉내내 존 코너를 속였다.) 또한 용광로의 쇳물을 뒤집어써도 끄떡없을 정도로 골격의 내구력이 높아졌다.
// 터미네이터들은 적외선 시각의 시각 프로세서를 사용하므로 야간에도 무리없이 적에 대한 추적이나 이동이 가능하다.
T-H
주연:샘 워딩턴
역할:잡입
출연:4
T-600과 T-800의 중간 정도의 모델이다.
H는 HYBrid의 약자로. 최후의 잡입형 모델 이라고 한다.
다른 터미네이터와 달리 뇌와 심장이 있는 일종의 사이보그로.
단순히 생체 조직만 가진 로봇인 터미네이터와는 다르다
T-800
주연 : 아널드 슈워제네거
역할 : 전투, 간수, 잠복
출연 : 1, 2
터미네이터 1부터 등장한 T-800 모델로, 900 시리즈가 개발되기 전까지만 해도 스카이넷의 주력 병기였다. 2026년에 제작되었고 터미네이터 1에서는 스카이넷이 보냈으며 이전의 모델과 비교해서 움직임과 함께 생체피부가 이식된 모델이 침투시 인간과의 대화나 판단, 행동에서 무리가 없을 정도로 인공지능이 상당한 수준으로 발전했다. 전투병기로 이용될 때에는 앤도터미네이터로써 생체피부를 이식하지 않은 채로 등장하며 암살과 잠입 혹은 정보 수집 용도로 쓰일 때에는 인간과 똑같은 생체활동을 하는 생체 피부를 기계골격 위에 이식하여 건장한 일반인처럼 위장해 공격한다.(이전에는 600 시리즈가 활약했지만 고무피부의 냄새와 불완전한 모습으로 인해 잠입으로서의 용도는 부적합, 2019년에 폐기되었다.) 겉보기에는 인간이지만 몸 속은 초합금으로 만들어진 금속 골격으로 되어 있으며(9mm 권총탄은 통하지 않고 소총탄이나 철갑탄에는 취약하다.) 군사 병기 또는 암살 용도로 프로그램되어 있으며 목소리 샘플링이 가능하다.(T-800 이상 시리즈의 공통점) 마지막에 가서는 사라 코너를 살해하기 위해 폭파로 인해 하반신이 잘린 채까지 한쪽 다리에 부상을 입은 사라를 쫓았으나 역으로 사라에 의해 덜미를 잡혀 압축기에 눌려지게 되었다.(사라의 다리와 얼굴까지 닿았던 오른쪽 팔과 머리에 있는 칩은 사이버다인 사에서 연구목적으로 쓰였다가 2편 막판에 제거되었다) 언제인지는 모르지만 900 시리즈가 개발 성공, 제식화된 이후로는 단종되어 주력에서 물러나게 된다. 내부에는 소형의 핵연료 전지가 2개에서 4개가량 들어갈 수 있다. 잠입용으로는 부적합하나 스토리보드에서는 몇개의 잠입용 T-800을 생산했다고 하는데 그 중에 가장 인간에 가까운 것으로는 아널드 슈워제네거와 북한 파견모델 유정환이 있었다. 하지만 내용상으로 영화에는 나오질 못했다.
T-850
주연 : 아널드 슈워제네거
역할 : 전투, 간수, 잠복
출연 : 3
800 시리즈의 두 번째 모델로, T-800의 개량형이자 900 시리즈의 프로토타입이다. 이전 T-800에는 없었던 심리적 분석 기능이 추가된 것으로 보이고, 동력원인 배터리가 이전 800에서는 핵연료 전지였던 반면, 850 에서는 수소 전지로 바뀌었다.(터미네이터 4 : 셀베이션에서도 수소 전지가 나온다) T-800 시리즈부터의 공통점으로 생체피부를 이식한 침투/암살용 터미네이터들은 생체피부를 이식하지 않은 전투용 앤도 터미네이터보다 인간과의 대화 능력이 개량된 차이가 있는 것으로 예상된다. 그리고 터미네이터 자체의 행동 또한 인간과 흡사하도록 프로그래밍된 것으로 예상된다. T-800과 마찬가지로, 언제인지는 모르지만 900 시리즈가 제식화된 이후로는 단종되어 주력에서 물러나게 된다. 영화에서는 T-X의 해킹을 이겨내는 모습을 보였다.
T-900/T-950
역할 : 전투, 간수, 잠복
출연 : 3(영화(카메오) 및 게임판)
800 시리즈 이후의 최신형 모델. 800 시리즈를 대신해 스카이넷의 주력 병기가 되었다. 그들도 아널드 (사이버다인 시스템 101 모델 포함)터미네이터 영화에는 한 번도 등장하지 않고(3에서 카메오로 등장한 적 있다.) 오직 게임판에서만 등장하는 터미네이터. 생김새의 일부와 골격이 T-X와 상당 부분 비슷하기 때문에 아마도 T-X의 프로토타입일 가능성의 추측이 가능하다. 신경망 프로세서도 T-X와 동일하며 전투형의 경우 이전 시리즈와는 달리 해골보다는 인간(특히 여성)에 가까운 모습을 하고 있고 잠입형의 경우 골격의 특성상 T-X처럼 여성형도 존재한다.(이전 시리즈에도 여성형의 잠입형 터미네이터가 존재했었지만 극히 드물었고 대부분 남성형이었다.) 테크-컴 터미네이터를 해치울 목적으로 제작되었고 동력원은 플라즈마 원자 융합로. 이전 시리즈와는 달리 센서 컬러별로 역할이 세분화되어 있다.(보급 지원형, 중무장, 잠입형 등)
T-1000
주연 : 로버트 패트릭 (2), 이병헌 (제네시스)
역할 : 잠복
출연 : 2, 제네시스
터미네이터 2에서 존 코너를 제거하기 위해 스카이넷이 보낸 신형 유동합금(액체금속)의 터미네이터이다. 유동합금으로써 몸의 일부를 물리적 접촉을 통해 날카로운 칼과 같은 무기로 변형시킬 수 있고 다른 사람으로 모습을 바꿀 수 있으며 크기가 비슷한 다른 물체로 변형이 가능하나 총이나 폭발물 등의 가동 부품 또는 화학 약품을 사용하는 복잡한 물체나 성냥갑 같은 초소형 물체는 변형 불가능.(다만 빼앗거나 입수한 총기와 물건은 유동합금인 체내에 수납할 수 있다) 또 액체금속의 특성상 최대 2쌍까지 추가로 팔을 만들 수 있다.(한때 그게 옥의 티로 제기되었으나 배제되었다) 유동합금인 만큼 총이나 충격에서도 그대로 재생이 가능하다는 장점(반복 손상을 받았을 경우는 데미지가 서서히 누적되어 분자 기능에 장애가 미칠 가능성도 있다. T-1000의 몸이 분열해 버려도, 각각의 거리가 14 km 이내라면 재생 가능)이 있으며 불(최대 300 °C)에도 잘 견디지만 용광로 같은 극고온도(1535 °C)에서는 소멸되며 액화질소 같은 극저온도(-196 °C)에서는 움직임이 봉쇄된다. 마지막에 T-800의 유탄이 복부에 박혀 폭발하여 용광로 속으로 떨어져 제거된다. 그리고 제작비가 너무 비싸 2029년에 폐지된다.
T-X
주연 : 크리스타나 로켄
역할 : 전투, 잠복
출연 : 3
터미네이터 3에서 등장하는 등장하는 스카이넷의 새로운 하이브리드 터미네이터이다. 800 시리즈를 몰아내고 제식화된 900 시리즈와 유동합금 터미네이터인 T-1000의 장점만으로 구성되었기 때문에 잠입뿐 아니라 전투병기로도 사용되며 이번에는 테크-컴의 기둥인 존 코너를 비롯해 미래 테크-컴에서 중요한 주축이 될 인물들을 제거하는 목표를 맡았다.(다만 터미네이터 셀베이션에 반스, 카일 리스, 블레어 윌리엄스 등이 등장하는 것으로 보아 테크-컴의 인물들을 전부 처치하지는 못했던 모양이다.) 900 시리즈의 골격을 사용했기 때문에 RPG-7과 같은 로켓탄의 공격에도 경직만을 줄 정도로 이전 터미네이터보다 훨씬 강화된 합금으로 이루어진 골격과 유동합금으로 이루어져 있다. 또한, 자체적으로 화염방사기, 플라즈마 라이플, 전기톱 등의 5가지 이상의 무기를 내장하고 있으며, 필요하지 않을 때는 유동합금을 자체 골격의 틈으로 흡수해 저장하는 기능도 있다. T-1000처럼 다른 모양으로 변형이 가능하나 기본적으로 체내에 골격이 있기 때문에 인간형밖에 변형이 불가능하며 빼앗은 총기나 물건도 체내에 수납이 불가능하다. 또한 다른 터미네이터나 전자장치를 크래킹하여 제어하는 전자적 재밍/나노 기술을 가지고 있다.(중반 말에 테크-컴 T-850도 T-X에 감염당했으나 존 코너의 외침에 이겨낸다.) 자동차의 ECU를 크래킹하여 자유자재로 조종하는 것으로 보아 대역이 큰 무선/위성 통신 기능을 가지고 있는 것으로 보인다.
T-3000
주연:제이슨 클라크
역할:사라 코너 와 카일 리스 제압,스카이넷 보호
출연:제네시스
터미네이터 제네시스에 나오는 새로운 터미네이터.
존 코너의 외형으로 등장했으며. 다중합금인 T-1000과 달리 인간의 세포구조를 기계적인 구조로 바꾸는 형식의 나노 입자로 구성되어 있다.
해외에서는 "나노 하이브리드 터미네이터" 로 소개되는 곳도 있다.
T-1000처럼 몸을 자유자재로 다룰 수 있다.
제거를 하는 방법은 일격에 모든 구성물질을 파괴하는 것인데, 이게 당연히 쉽지가 않다.
유일한 약점은 자기장,

## 사라 코너 연대기의 등장 터미네이터
TOK715(카메론 필립스)
주연 : 섬머 글루 (사라 코너 연대기)
터미네이터 - 사라 코너 연대기에서 등장하는, 미래의 존 코너에 의해 재프로그램되어 과거의 존 코너를 보호하기 위해 2027년 보내진 여성형 터미네이터이다. 모델은 엘리슨 영, T-X의 프로토타입인 T-900/T-950보다는 못해도 T-888보다는 좀 더 발전된 것으로 보인다. 인간의 특징을 잘 반영하면서 탁월한 전투 수행능력을 갖추었기에 전례없이 가장 뛰어난 사이보그라 여겨진다. 과거로 와서는 존 코너의 동생으로 신분을 속이며 생활한다.
T-1001
주연 : 셜리 멘슨
터미네이터 사라 코너 연대기에 나오는 액체금속 터미네이터이다. 이 터미네이터의 목적은 불명이지만 스카이넷과는 적으로 알려져 있다. 기존의 T-1000보다는 좀 더 발전된 것으로 보인다. 모델은 케서린 위버.
T-888
주연 : 가렛 딜라헌트 (사라 코너 연대기)
사라 코너 연대기에 등장하며 존 코너를 살해하기 위해 보내진 터미네이터이며 '크로마티'라는 이름을 가지고 있다. 가까운 미래로 시간이동을 하려는 존 코너 일행 중 사라 코너의 레일건을 맞고 얼굴과 몸체가 분리되지만 칩이 포함된 머리부분과 함께 미래로 보내진다. 그 후 스스로 자기 몸을 완성하여 B급 배우 '조지 라즐로우'의 외형을 갖게 된다. 미래에 와서도 존코너 일행에 다시 한 번 파괴되고 임시적으로 T-888을 묻어 놓았지만 그곳에 같이 있었던 제임스 엘리슨은 몰래 파내'제이라社'의 '케서린 위버'에게 그것을 주게되고 그 후 '제이라社'건물 지하에 있는 비밀 연구소에서 터크의 인공지능 시스템의 인터페이스로 칩없이 작동하게 된다. T-888은 크로마디 외에 다른 터미네이터도 사라코너 연대기에 등장했었다.

### HK(헌터 킬러)
에어리얼 HK
무인 공중 전투기로 가장 기본적인 HK. 1, 2, 3, 4 가리지 않고 전부 등장하며 HK 포로수송기에 격납된 형태로도 나온다.
HK 드론
에어리얼 HK의 초소형 버전. 터미네이터 3에서 처음 등장했다.
T-7T
터미네이터 4 : 셀베이션 게임판에 등장하는 비인간형 HK.
HK 탱크
지상형의 HK. 1과 2(아케이드판 포함)에서 모습을 드러냈고 3의 경우 영화에서는 등장하지 않지만 게임판에서는 차량으로 등장한다. 터미네이터 사라코너 연대기 시즌 2 존 코너가 군대에 간 편에서 미래 장면에 살짝 등장한다. 육중한 모습, 강력한 화력과 더불어 폐허가 되어 기동하기 힘든 지형을 무시할 수 있는 강력한 캐터필터 덕분에 기동성도 뛰어나다.
HK 미사일 런처
터미네이터 2 아케이드판과 터미네이터 : 사라 코너 연대기에서만 등장. HK 탱크의 상부를 미사일 발사기로 바꾼 타입이다.
HK 트랜스포터
터미네이터 4 : 셀베이션에 등장하는 대형 무장 수송기. 하베스터가 잡아온 포로들을 수송하는 데 사용되었으며, 무장 수송기답게 내부에 2대의 에어리얼 HK와 1대의 하베스터(+2대의 모터 터미네이터)가 격납되어 있다.
하베스터
터미네이터 4 : 셀베이션에 등장하는 거대한 인간형 HK. 평소에는 HK 포로수송기에 격납되어 있으며 인간을 잡아 스카이넷의 트랜스포터에 넣는다. 스카이넷의 HK 포로수송기에 하베스터가 격납되는 장면이 나온다. 다리에는 모터 터미네이터가 격납되어 있다.
에어로스테이트
터미네이터 4 : 셀베이션에 등장하는 소형 공중정찰기이다. 카일 리스와 마커스가 차를 타고 도망가는 장면을 업로드해 스카이넷에 전송하고 위치를 알리는 장면이 등장했다.
모터 터미네이터
터미네이터 4 : 셀베이션에 등장하는 오토바이 형태의 HK. 빠른 속도와 더불어 움직이는 물체를 회피하는 민첩성을 보유하고 있다. 평소에는 하베스터의 다리에 격납되어 있다가 나와 카일 리스와 마커스가 차를 타고 추격하는 장면이 등장했으며 존 코너도 "오버라이드"라는 암호명의 모터 터미네이터를 잡아다 해킹해서 써먹었다.
하이드로봇
터미네이터 4 : 셀베이션에 등장하는 구더기류의 벌레형 HK. 물속에 있다가 인간을 발견하면 얼굴부분을 공격하여 죽인다. 하나는 신호 실험 때 실험용으로 써먹다가 파괴된다.
HK 터렛
터미네이터 4 : 셀베이션에 등장하는 무인 방어탑.

## 같이 보기
- 터미네이터 : 운명의 새벽
- 터미네이터 2 아케이드판
- 터미네이터 3 게임판
- 아널드 슈워제네거
- 린다 해밀턴
- 제임스 카메론